# Isopedella leai
Isopedella leai là một loài nhện trong họ Sparassidae.
Loài này thuộc chi Isopedella. Isopedella leai được Henry Roughton Hogg miêu tả năm 1903.